# Rattus sikkimensis
Rattus sikkimensis é uma espécie de roedor da família Muridae.
Pode ser encontrada nos seguintes países: Butão, Camboja, China, Índia, Laos, Myanmar, Nepal, Tailândia e Vietname.